# Смит, Йоп
Йоханнес Фредерик (Йоп) Смит (нидерл. Johannes Frederik "Joop" Smit; 10 марта 1903, Амстердам — 15 декабря 1991, Бларикюм) — нидерландский футболист, игравший на позиции нападающего, выступал за амстердамский «Аякс».

## Спортивная карьера
В феврале 1919 года Йоп Смит вступил в футбольный клуб «Аякс». На тот момент он проживал в южной части города по адресу Хоббемакаде 29. Его отец тоже был членом клуба, Мартен Смит в сезоне 1921/22 занимал должность комиссара, а с 1923 по 1935 год был вице-президентом «Аякса».
В сезоне 1919/20 выступал как нападающий за шестой состав «Аякса». В основном составе дебютировал 19 марта 1922 года в матче чемпионата Нидерландов против команды УВВ, сыграв на позиции правого крайнего нападающего — на стадионе «Хет Хаутен» его команда сыграла вничью 0:0. Он принял участие ещё в трёх встречах чемпионата, но забитыми голами не отметился. В конце июня Йоп отправился с командой в Германию, где сыграл в трёх товарищеских матчах — против «Айнтрахта», «Нюрнберга» и МТФ «Мюнхен 1879». В последний раз в составе «Аякса» выходил на поле 9 августа 1922 года в товарищеском матче против «Блау-Вита».

## Личная жизнь
Йоп родился в марте 1903 года в Амстердаме. Отец — Мартен Смит, был родом из Роттердама, мать — Нелтье ван дер Бюнт, родилась в Де Веркене. Помимо Йопа, в семье было ещё четверо детей: дочери Йоханна Гертрёйда и Гертрёйда Йоханна, сыновья Виллем и Мартен Корнелис. Его младший брат Вим, родившийся в 1904 году, тоже был футболистом — в сезоне 1928/29 он сыграл один матч в чемпионате за «Аякс». Его сестра Йоханна Гертрёйда вышла замуж за Андре де Крёйффа, который также выступал за «Аякс».
Женился в возрасте сорока лет — его избранницей стала 34-летняя Ренни ван дер Билт, уроженка Амстердама. Их брак был зарегистрирован 29 июля 1943 года в Амстердаме.
Умер 15 декабря 1991 года в возрасте 88 лет в Бларикюме. Его супруга умерла в сентябре 1991 года в возрасте 82 лет.